# Småvattnen (Frostvikens socken, Jämtland, 719112-142266)
Småvattnen är en sjö i Strömsunds kommun i Jämtland och ingår i Ångermanälvens huvudavrinningsområde. Sjön har en area på 0,148 kvadratkilometer och ligger 496,2 meter över havet.

## Delavrinningsområde
Småvattnen ingår i det delavrinningsområde (719213-142307) som SMHI kallar för Utloppet av Småvattnen. Medelhöjden är 561 meter över havet och ytan är 2,35 kvadratkilometer. Det finns inga avrinningsområden uppströms utan avrinningsområdet är högsta punkten. Vattendraget som avvattnar avrinningsområdet har biflödesordning 3, vilket innebär att vattnet flödar genom totalt 3 vattendrag innan det når havet efter 357 kilometer. Avrinningsområdet består mestadels av skog (91 procent). Avrinningsområdet har 0,19 kvadratkilometer vattenytor vilket ger det en sjöprocent på 7,9 procent.